# Робърт Енглънд
Робърт Бартън Енглънд (на английски: Robert Barton Englund) (роден на 6 юни 1947 г.) е американски актьор. Най-известен е с ролята на серийния убиец Фреди Крюгер в режисирания от Уес Крейвън филм „Кошмари на Елм Стрийт“ от 1984 г. и неговите продължения. 

## Избрана филмография
| година | филм                                | оригинално заглавие                | роля                   | режисьор       |
| ------ | ----------------------------------- | ---------------------------------- | ---------------------- | -------------- |
| 1984   | Кошмари на Елм Стрийт               | A Nightmare on Elm Street          | Фреди Крюгер           | Уес Крейвън    |
| 1985   | Кошмари на Елм Стрийт 2             | A Nightmare on Elm Street 2        | Фреди Крюгер           | Джак Шолдър    |
| 1987   | Кошмари на Елм Стрийт 3             | A Nightmare on Elm Street 3        | Фреди Крюгер           | Чък Ръсел      |
| 1988   | Кошмари на Елм Стрийт 4             | A Nightmare on Elm Street 4        | Фреди Крюгер           | Рени Харлин    |
| 1989   | Кошмари на Елм Стрийт 5             | A Nightmare on Elm Street 5        | Фреди Крюгер           | Стивън Хопкинс |
| 1991   | Смъртта на Фреди: Последният кошмар | Freddy's Dead: The Final Nightmare | Фреди Крюгер           | Рейчъл Талалей |
| 1994   | Новият кошмар на Уес Крейвън        | Wes Craven's New Nightmare         | Фреди Крюгер / себе си | Уес Крейвън    |
| 1997   | Господарят на желанията             | Wishmaster                         | Реймънд Бомонт         | Робърт Кърцман |
| 2003   | Фреди срещу Джейсън                 | Freddy vs. Jason                   | Фреди Крюгер           | Рони Ю         |
| 2006   | Брадвата                            | Hatchet                            | Сампсън Дънстън        | Адам Грийн     |